# ۱۱۴۶ (خورشیدی)
۱۱۴۶ هزار و صد و چهل و ششمین سال هجری خورشیدی است.